# 8.3
8.3 — нотация формата записи имени файла в некоторых файловых системах, подразумевающая использование восьми символов для имени файла и трёх символов для расширения. Традиционно использовалась в разработанных компанией Microsoft для MS-DOS файловых системах FAT12 и FAT16.
Также называлось англ. short filename (SFN) - короткое имя, DOS name, MS-DOS-Readable finame и 8.3-совместимое имя. Для имени файла на диске резервировалось пространство в 11 байт - 8 для имени и 3 для расширения, по одному символу ASCII на байт. Указывать расширение было необязательно. Точка указывалась только при наличии расширения. На имя налагались ограничения: только символы отображаемые через ASCII и коды символов до 0x80; пробел недопустим; точка только одна.
До появления расширений от Microsoft OS/2 и Unix-подобные операционные системы, в которых ограничения 8.3 не было, для совместимости между своими файловыми системами и программами для DOS использовали специальные расширения FAT.
С появлением VFAT и FAT32 в Microsoft Windows появилась VFAT — «официальная» поддержка LFN («длинных имён файлов» — то есть длиннее, чем «8.3», и/или содержащих строчные и заглавные буквы) на FAT, позволявшая дать файлу имя длиной до 255 символов и имевшая обратную совместимость с FAT12 и FAT16. В 2009 году Microsoft потребовала у производителя устройств на основе Linux лицензионных отчислений за реализацию VFAT.
Некоторые старые программы для MS-DOS до сих пор не понимают «длинных» имён и отображают их в урезанном виде. При просмотре старыми файловыми менеджерами, например Norton Commander, Volkov Commander или оригинальными версиями DOS Navigator если используется LFN, то имя файла или каталог будет выглядеть как первые шесть символов и ~X, где Х — это цифра, порядковый номер имеющих одинаковое начало файлов или каталогов.

## Примеры
- Пример файла в формате 8.3: «command.com»
- Пример имени каталога с использованием LFN: «Program Files»[7]
- Пример имени каталога с LFN при просмотре старым файловым менеджером, например Norton Commander, Shareware-версии Volkov Commander или проприетарные версии DOS Navigator: «PROGRA~1»